# Rotala rotundifolia
Rotala rotundifolia là một loài thực vật có hoa trong họ Lythraceae. Loài này được (Buch.-Ham. ex Roxb.) Koehne miêu tả khoa học đầu tiên năm 1880.